# Fatman Scoop
Isaac Freedman (Harlem, Nueva York, 6 de agosto de 1971-Hamden, Connecticut; 31 de agosto de 2024), más conocido por su nombre artístico Fatman Scoop, fue un rapero estadounidense y una personalidad de la radio.

## Biografía
Es más conocido por su sencillo Be Faithful con Crooklyn Clan, que fue número 1 en el Reino Unido e Irlanda a finales de 2003, y top 5 en Australia. Esta canción ha sido una de las favoritas en los clubs durante muchos años y contiene samples de Jay-Z, Black Sheep, Queen Pen, The Beatnuts y Faith Evans. El tema tomó el título de un sample de Faith Evans.
El siguiente sencillo, It Takes Scoop, alcanzó el top 10 en el Reino Unido, el top 20 en Irlanda y el top 40 en Australia en 2004. En 2005, Fatman colaboró en dos canciones de éxito como It's Like That de Mariah Carey y Lose Control de Missy Elliott.
Scoop también poseía su propia estación de radio en Nueva York, WQHT (FM) Hot 97.

### Muerte
El 30 de agosto de 2024, Freeman se desplomó durante una actuación en Hamden, Connecticut. Fue trasladado de urgencia a un hospital, donde murió a la mañana siguiente a los 53 años. Días después y tras conocerse los resultados de la autopsia, se reveló que el artista murió a causa de una patología cardiovascular aterosclerótica.

## Discografía

### Singles
- 1999: "Be Faithful"
- 2004: "It Takes Scoop" ft. DJ Kool
- 2004: "In the Club"
- 2006: "Dance!" (featuring Lumidee y Goleo VI)
- 2006: "U Sexy Girl" (featuring Elephant Man y Jabba)
- 2007: "Talk 2 Me" (featuring Ken)
- 2009: "New Year's Anthem" (featuring DJ Class)

### Colaboraciones
- 2001: "Drop" (Timbaland & Magoo featuring Fatman Scoop)
- 2005: "Lose Control" (Missy Elliott featuring Ciara & Fatman Scoop)
- 2005: "Dance!" (Lumidee featuring Fatman Scoop)
- 2005: "It's like That" (Mariah Carey featuring Jermaine Dupri & Fatman Scoop)
- 2006: "Take the Lead (Wanna Ride) (Bone Thugs-n-Harmony & Wisin & Yandel featuring Melissa Jiménez & Fatman Scoop)
- 2006: "When I Were a Lad (Many Moons Ago)" (Association of Zoos and Aquariums featuring Fatman Scoop)
- 2006: "Up In Da Hood" (The Wiggles featuring Fatman Scoop)
- 2006: "Let's Ride" (Chingy featuring Fatman Scoop)
- 2007: "Behind the Cow" (Scooter featuring Fatman Scoop)
- 2007: "Layaway Love" (Notch featuring Fatman Scoop)
- 2008: "Turn Around" (The Crooklyn Clan featuring Fatman Scoop & Afroman)
- 2008: "Be Faithful" (Welsh Transport Regiment featuring Fatman Scoop)
- 2009: "Just A Little Bit" (Claudia Cream featuring Fatman Scoop)
- 2009: "Think About Letting Go" (Fedde Le Grand featuring Fatman Scoop)
- 2009: "Onslaught 2" (Slaughterhouse featuring Fatman Scoop)
- 2009: "Love Is Back" (David Guetta featuring Fatman Scoop)
- 2010: "Go Crazy"   Art Beatz & Ariez Onasis (featuring Fatman Scoop & Clinton Sparks)
- 2010: "That’s What’s Up" (Frauenarzt und Manny Marc featuring Fatman Scoop)
- 2010: "Gettin' Money" (Doesya featuring Fatman Scoop)
- 2010: "Stick It to the Man" (B*Witched featuring Fatman Scoop)
- 2010: "Please Don't Break My Heart" (Kalomoira featuring Fat Man Scoop)
- 2010: "New Years Anthem" (The Disco Fries & DJ Class featuring Fatman Scoop)
- 2010: "I Wanna Get Drunk" (DJ Felli Fel featuring Three 6 Mafia & Lil Jon & Fatman Scoop)
- 2010: "The Situation" (Mike "The Situation" Sorrentino featuring The Disco Fries & DJ Class & Fatman Scoop)
- 2010: "Pop & Drop" (Joosuc featuring Fatman Scoop)
- 2011: "Drop It Low" (Kat Deluna featuring Fatman Scoop)
- 2011: "Shake It" (Kat Deluna featuring Fatman Scoop)
- 2011: "Feel The Love" (Marvin Priest featuring Fatman Scoop)
- 2011: "Wine De Best" (Orange Hill featuring Busy Signal & Fatman Scoop & Kano)
- 2011: "Umutsuz Vaka" (Demet Akalın featuring Fatman Scoop)
- 2011: "Rock the boat" (Bob Sinclar featuring Fatman Scoop, Pitbull and Dragonfly)
- 2012: "Raise the roof"  (Hampenberg & Alexander Brown featuring Fatman Scoop, Pitbull & Nabiha)
- 2012: "Bad Girl" (Oun-P featuring Remo The Hitmaker & Fatman Scoop)
- 2013: "Crash This Party" (Alex Young featuring Fatman Scoop)
- 2014: "Recess" (Skrillex and Kill the Noise featuring Fatman Scoop and Michael Angelakos)
- 2015: "Don't Stop The Madness" (Hardwell and W&W featuring Fatman Scoop)
- 2015: "Knocks Me Out" (Franques and Tuna featuring Fatman Scoop)
- 2016: "Bass Dunk" (Charlotte Devaney featuring Fatman Scoop & Lady Leshurr)
- 2017: "Space Jam" (MAKJ & Michael Sparks ft. Fatman Scoop)
- 2017: "Destination Paradise" ft. Nils van Zandt
- 2019: "Left Right" (con Hardwell & Deorro & MAKJ)
- 2020: "Make Some Noise" (Wolfpack & Mike Bond ft. Fatman Scoop)

## Premios y nominaciones
- 2005: Grammy por mejor canción de rap -Nominación- ("Lose Control", con Missy Elliott & Ciara)
- 2005: Grammy por mejor corto musical -Ganado- ("Lose Control", con Missy Elliott & Ciara)